# 磨石沟塔
磨石沟塔位于中国辽宁省兴城市红崖子满族乡二道沟村磨石沟屯西沟山上，2013年被列为第七批全国重点文物保护单位。
磨石沟塔高17.4米，八角九级，空心，密檐式，砖筑。塔基破坏严重，仅存须弥座的上枭及上枋。塔身每面边长2米。